# Franek Kluski

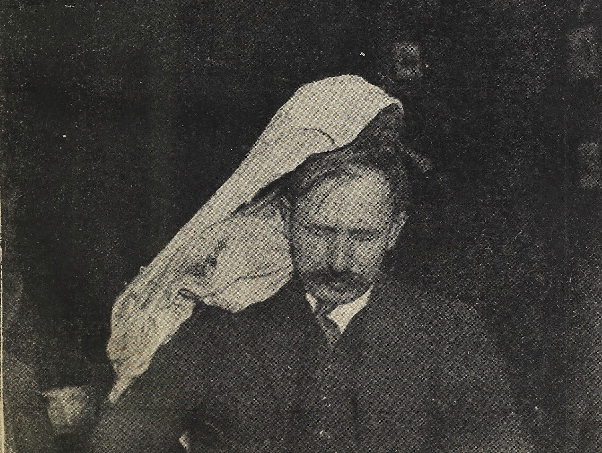
Franek Kluski

Franek Kluski (właściwie Teofil Modrzejewski, ur. 1873, zm. 22 stycznia 1943) – polskie medium oraz reporter prasowy. W pierwszej połowie XX wieku zasłynął z rzekomej materializacji bytów duchowych.
Według świadków, Kluski potrafił zmaterializować m.in.: rękę i twarz bytu duchowego (woskowy odcisk), ptaka (lelek kozodój), zwierza podobnego do lwa, zwierza przypominającego łasicę (w trakcie seansów zwierzę chodziło po stole oraz dotykało uczestników) oraz humanoida przypominającego wyglądem homo erectus.
W trakcie seansów humanoid, zwany "pitekantropus", mógł, jak stwierdził obecny na seansie Kluskiego Norbert Okołowicz, "przesuwać ciężką bibliotekę, unosić kanapę nad głowami uczestników oraz dźwigać osobę z krzesłem na wysokość rosłego mężczyzny". Fotografie z podobizną pitenkantropa przedstawiają wysoką postać masywnej budowy, z tułowiem i głową owiniętymi workami.
Świadkiem tych seansów był między innymi znany polski pisarz Tadeusz Boy-Żeleński, który pisał potem: "Nie silę się tu na tłumaczenie tych objawów[...] Nie mam w tej rzeczy nic do gadania, ale tak dla siebie raczej skłonny jestem patrzeć na to mediumistycznie, jak na jakąś siłę tak samo niezbadaną dzisiaj, jak była niezbadaną niegdyś elektryczność lub niedawno radium".

## Eksperymenty przeprowadzone w Instytucie Metapsychicznym w Paryżu
W roku 1920 w Międzynarodowym Instytucie Metapsychicznym w Paryżu doszło do serii eksperymentów, w których uczestniczył Franek Kluski. Uzyskano formy odlewnicze, które miały być odciskami kończyn i innych części ciał duchów. Eksperymenty kontrolował doktor Geley, hrabia de Grammont i profesor Charles Richet. Podczas seansu pomieszczenie było oświetlone, a ręce, nogi i stopy medium nieustannie obserwowane. Dwa najciekawsze odciski to stopy dziecka wraz z częścią tułowia i dolny obszar twarzy dorosłego mężczyzny. By mieć pewność co do tego, że nie dojdzie do wykorzystania innej parafiny, dr. Geley, bez niczyjej wiedzy, rozpuścił w niej przed seansem cholesterol. Po tym, jak uzyskano formy odlewnicze, odłamał kawałki parafiny z odciśniętej stopy, włożył je do próbówki, dodał do niej chloroform i kwas siarkowy, czego skutkiem był czerwony osad, którego nie daje czysta parafina. Czerwone zabarwienie było reakcją chemiczną wykrywającą cholesterol.

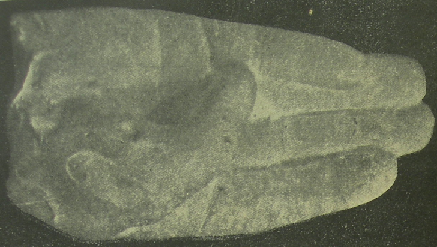
Przykład jednego z uzyskanych odlewów.

Charles Gabrielli, ekspert w dziedzinie form odlewniczych, otrzymał zlecenie przygotowania raportu, z którego wynikało, że dłonie, które zostały odciśnięte, musiały należeć do osoby żywej, gdyż ich odbicie cechuje się detalami anatomicznymi: napiętymi mięśniami, fałdami skóry, bruzdami, liniami i paznokciami. Tym sposobem obalił on teorie sceptyków, którzy twierdzili, iż w parafinie umieszczono rękawicę (nadmuchaną lub czymś wypełnioną) albo sztuczną rękę wykonaną z materiałów, które miały wtopić się w parafinę, by następnie nie było odkształceń w formie.